# 广竹
广竹（学名：Pseudosasa longiligula）为禾本科茶秆竹属下的一个种。名称已修订，正名为：赤竹 Sasa longiligulata。